# Tecumsehs krig
Tecumsehs krig ägde rum 1811-1813. Kriget är uppkallat efter Tecumseh, en ledare bland shawneerna, som skapade en stor politisk allians bland ursprungsbefolkningarna i Ohiodalen och Mellanvästern.

## Krigsmål
Kriget påbörjades av Tecumsehs konfederation, ett nätverk av nordamerikanska ursprungsbefolkningar i Mellanvästern vilka försökte bekämpa den amerikanska kolonisationen efter det Nordamerikanska frihetskriget. Målet var att driva bort de amerikanska trupperna och de amerikanska bosättarna från området.

## 1812 års krig
Kriget övergick i 1812 års krig, där Tecumsehs konfederation stred som Storbritanniens allierade.

## Bildgalleri

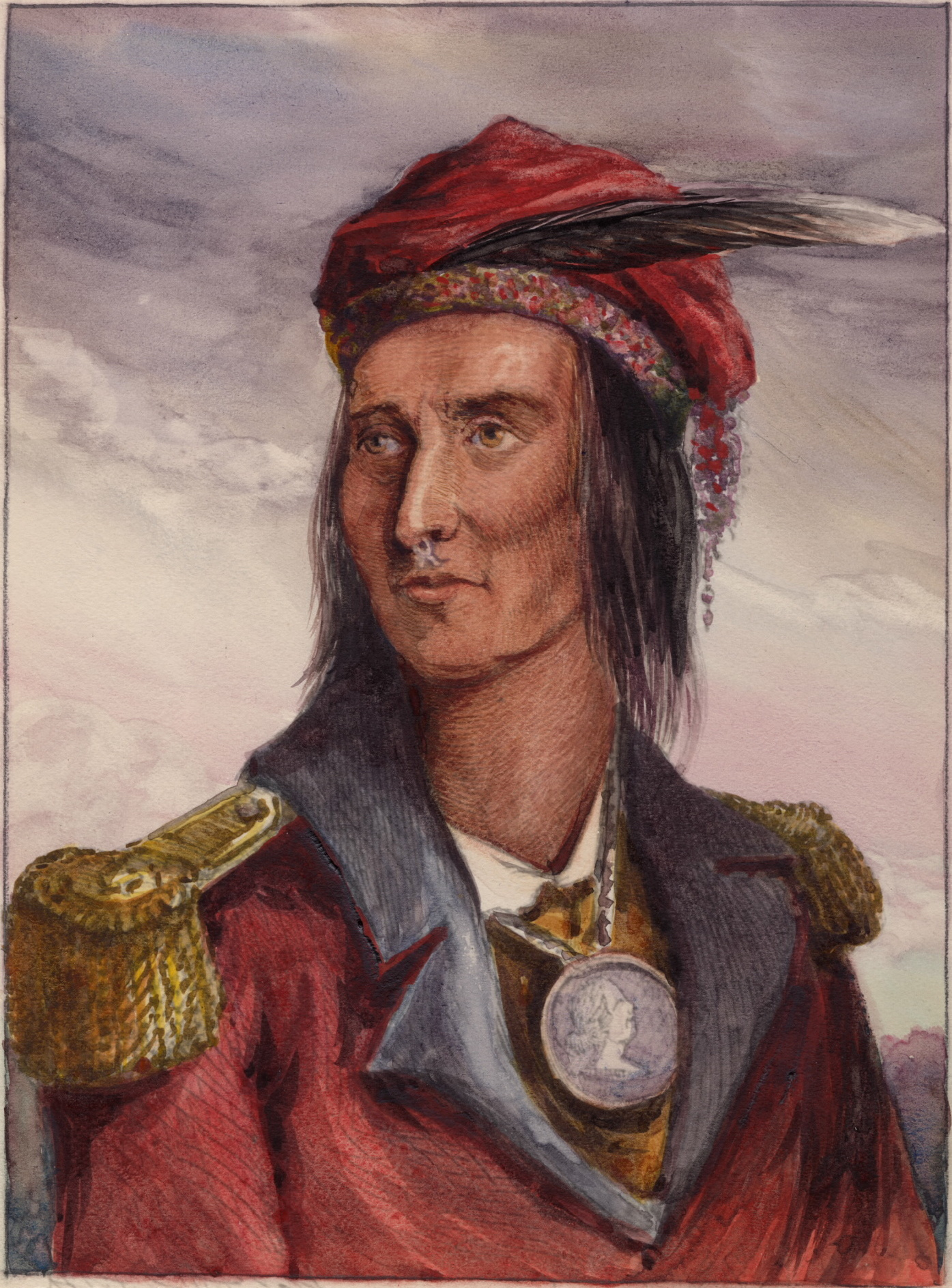
Tecumseh
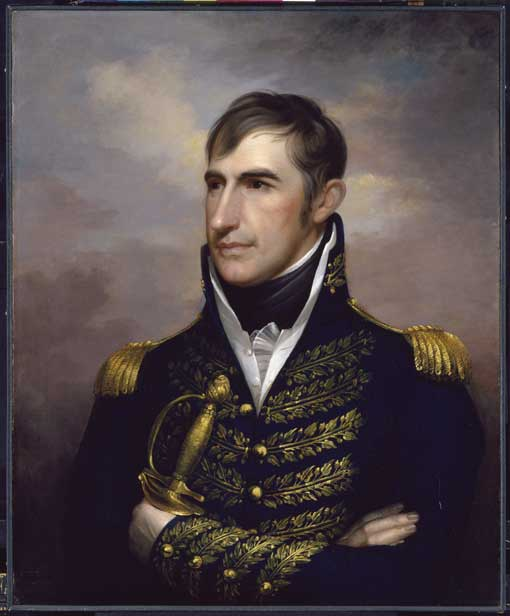
William Henry Harrison